# 250 kg kärlek
250 KG Kärlek är en svensk musikgrupp som startades 1996, och gör låtar med samhällssatiriska texter i Cornelis Vreesvijk och Magnus Ugglas anda. 
Bandet har en stor publik i alla åldrar då såväl den genreöverskridande musiken som de ironiska texterna ofta hörs i sammanhang med åldersblandad publik och fest. En av de mer kända sångerna är "Naken" från 1997.

## Diskografi
| År   | Titel                             | Typ     |  |
| ---- | --------------------------------- | ------- |  |
| 1995 | Kalas                             | EP      |  |
| 1996 | Lurad                             | EP      |  |
| 1997 | Lurad (mjuka versionen)           | Singel  |  |
| 1997 | Jelly Belly                       | Singel  |  |
| 1997 | Toner från Norr                   | Singel  |  |
| 1998 | Längre Semester                   | EP      |  |
| 1998 | Naken                             | Album   |  |
| 1999 | Vrakgods (En hyllning till Bajen) | Album   |  |
| 2000 | Mumsfilibabba                     | Singel  |  |
| 2000 | Mumsfilibabba                     | Album   |  |
| 2000 | Svinhits vol.1                    | Singel  |  |
| 2001 | Full igen                         | Singel  |  |
| 2001 | Håll käften                       | Album   |  |
| 2002 | Svinhits vol.2                    | Singel  |  |
| 2004 | Alla vill till stan               | Album   |  |
| 2005 | Bonka Bäver                       | Singel  |  |
| 2005 | Bonka Bäver                       | Album   |  |
|      | DD                                | Singel  |  |
|      | Quarneval                         | Samling |  |
| 2006 | Det bästa med bävern              | Samling |  |
| 2007 | Det tar aldrig slut               | Album   |  |
| 2008 | 250 kg kärlek                     | Album   |  |
| 2009 | 10 Nya Hits                       | Album   |  |
| 2010 | Svenska Fräckisar                 | Album   |  |
| 2011 | 16 Sköna Vitsar                   | Album   |  |
| 2017 | Kul att dricka sprit              | Album   |  |
| 2017 | Alla vill ha mandeln              | Singel  |  |
| 2018 | Alla får ligga                    | Singel  |  |

### Fotnoter
1. ↑  Micke Magnusson (18 december 2022). ”Bandet 250kg kärlek och deras stora hit, kultklassikern "Naken", firar 25 år” (på svenska). My Newsdesk. https://www.mynewsdesk.com/se/sonybmg/pressreleases/bandet-250kg-kaerlek-och-deras-stora-hit-kultklassikern-naken-firar-25-aar-3224303. Läst 8 januari 2023.